# Warwara Miasnikowa
Warwara Siergiejewna Miasnikowa (ros. Варвара Сергеевна Мясникова, ur. 22 września?/5 października 1900 w Petersburgu, zm. 25 kwietnia 1978 w Moskwie) – radziecka aktorka teatralna i filmowa. Zasłużony Artysta RFSRR (1935).

## Życiorys
Warwara Miasnikowa w 1922 r. ukończyła Instytut Żywego Słowa w Piotrogrodzie. W latach 1922–1947 była aktorką teatrów leningradzkich, następnie przeniosła się do Moskwy. Jej mężem był reżyser Siergiej Wasiliew (do 1947).

## Wybrana filmografia
- 1928: Paryski szewc (Парижский сапожник) – jako Olga
- 1929: Człowiek, który stracił pamięć (Обломок империи) – jako kobieta w tramwaju
- 1932: Trzech żołnierzy (Три солдата) – jako Waria
- 1934: Czapajew (Чапаев) – jako Anka
- 1937: Wołoczajewskie dni (Волочаевские дни) – jako Masza
- 1942: Na odsiecz Carycyna (Оборона Царицына) – jako Katia Dawydowa
- 1947: Kopciuszek (Золушка) – jako wróżka
- 1949: One mają ojczyznę (У них есть Родина) – jako kobieta na lotnisku
- 1958: Córka kapitana (Капитанская дочка) – jako matka Griniowa
- 1959: Mumu (Муму) – jako Lubow Lubimowna